# Da Kurlzz
Da Kurlzz (настоящее имя Мэ́ттью А́лексис Бу́сек, англ. Matthew Busek; род. 1 апреля 1983, 1982 или неизвестно, Лос-Анджелес) — сценический псевдоним бывшего участника американской рок-рэп-группы Hollywood Undead.

## Творчество
С самого основания группы играет на ударной установке, на концертах — в паре с сессионными барабанщиками (2008—2010 — с Biscuits, 2011—2014 — c Дэреном Файфером, с 2014 — с Tyler Mahurin). Вокальные партии Da Kurlzz обычно не исполняет, участвует в песнях: Christmas in Hollywood, City, Undead, My Town, Day of the Dead, The Natives, No.5, Scene For Dummies, Been To Hell, From The Ground, Disease, How We Roll. Также он сыграл несколько эпизодических ролей в кино.
Первая маска Da Kurlzz представляла собой обычную белую театральную маску, которую можно увидеть на некоторых фото и в первом видеоклипе на песню «No.5». Перед выходом альбома Swan Songs маска изменилась: глаза имели хитрый прищур, а рот с одной стороны нагло улыбался, а с другой стороны выражал печаль. В 2010 году, после очередной смены имиджа группы, концепция маски Da Kurlzz не изменилась, усложнился лишь рельеф лица, а также появились светящиеся элементы: вены, выступающие на «злой» стороне, а также разделительная черта между двумя половинами.
C 2013 года маска сохранила свои старые черты, но теперь стала более грозной. Морщин стало ещё больше, и теперь у маски две новые половины. Грустная с открытым ртом и обгорелая, злая. В 2015 у него маска разделяющая на две половины: Левая — Чёрного цвета, веселая; и правая — белого цвета, грустная.
В 2017 году группа начала съемки новых клипов к будущим синглам, в которых он не принял участия.
В октябре 2017 года сделал обращение, в котором заявил что хочет заняться сольной карьерой. Конфликта между ним и Hollywood Undead не было. Мэттью, покинув группу, сохранил дружеские отношения со всеми участниками:

Прежде всего, я хотел бы сказать, что я горжусь тем, чего я смог вместе с Hollywood Undead за последние 12 лет. Однако пришло время заняться чем-то новым, поэтому наши пути с HU расходятся. Я рад, что за это время смог набраться опыта, попутешествовать по миру и провести лучшие дни своей жизни, учась у артистов, которых я уважаю и восхищаюсь ими. Hollywood Undead - это уникальная группа. Мы преодолели несчетное количество препятствий и творили историю вместе! Желаю всего самого наилучшего ребятам и их семьям. Спасибо фанатам по всему миру за то, что вы делитесь своей любовью. Вы навсегда в моем сердце. Я прошу прощение за мое долгое отсутствие здесь, знаю, многое произошло за последние пару месяцев, но теперь я вернулся, и я обещаю вам, ничего не будет так, как прежде.

### Дискография

#### В составе Hollywood Undead
- 2008: Swan Songs
- 2011: American Tragedy
- 2013: Notes from the Underground
- 2015: Day of the Dead

### Фильмография
| Год  |    | Русское название   | Оригинальное название | Роль    |
| ---- | -- | ------------------ | --------------------- | ------- |
| 2001 | ф  | Мой первый мужчина | My First Mister       | Кевин   |
| 2002 | тф | Стая Собак         | Pack of Dogs          | Дав     |
| 2006 | ф  | Нас приняли!       | Accepted!             | статист |

## Маски
- 2005—2007: Простая белая театральная маска с узкими прорезями для глаз, двумя круглыми отверстиями для носа и маленьким ртом.
- 2008—2009: Белая маска, правая часть которой злится, а левая — ухмыляется. Левая часть имеет явное сходство с Майклом Джексоном
- 2010—2012: Белая маска, левая часть которой — весёлая, а правая — злая. На маске стало больше морщин, на «злой» половине проступают красные светящиеся прожилки. Также светится линия посередине маски, разделяющая две половины. Волосы растрёпаны.
- 2013—2014: Маска сохранила свои старые черты, но теперь стала более грозной. Морщин стало ещё больше, и теперь у маски две новые половины: грустная, испуганная с открытым ртом и обгорелая, злая.
- 2015—2017: У маски две половины: левая грустная (белая) и правая весёлая (чёрная). Более детализован рельеф, много морщин и складок.